# Daniłowka
Daniłowka – osiedle typu miejskiego w Rosji, w obwodzie wołgogradzkim. W 2010 roku liczyło 5317 mieszkańców.